# Arno Victor Nielsen
Arno Victor Nielsen (født 11. januar 1946 i Gentofte, opvokset i Grindsted) er en dansk filosof og lektor i pædagogisk filosofi ved Danmarks Pædagogiske Universitetsskole indtil 2006.
Nielsen er mag.art. og cand.mag. og har tidligere været professor i æstetik ved Kunsthøgskolen i Bergen. Fra 1999-2002 var han forskningslektor ved Arkitektskolen Aarhus. Desuden har han været kulturanmelder ved Politiken, freelancer ved DR og kommentator ved Berlingske Tidende. Han har også været tilknyttet B.T., Kristeligt Dagblad og Ekstra Bladet, samt Information som klummeskribent.
Arno Victor Nielsen har desuden en omfattende foredragsaktivitet og talrige oversættelser.